# Bipack-Verfahren
Das Bipack-Verfahren wurde in der frühen Kinotechnik verwendet, u. a. um Trickaufnahmen herzustellen. Frühe Farbfilmtechniken basierten ebenfalls auf Bipack-Verfahren. 

## Tricktechnik
Für Szenen, bei denen zwei getrennt aufzunehmende Filmstücke kombiniert werden sollen, werden zwei Filmstreifen in einer Spezialkamera oder in Spezialspulen direkt aufeinander gelegt. Einer der beiden Filmstreifen ist unbelichtet, der andere ist bereits belichtet und entwickelt. Enthält der bereits belichtete Streifen z. B. eine Gewitteraufnahme mit schnell dahinziehenden Wolken, so wird die Szene, die im Bipackverfahren aufgenommen wird (z. B. ein Dialog zwischen Schauspielern im Studio) im fertigen Film vor dem Hintergrund des Gewitters zu sehen sein. 
Dabei müssen die Bildbereiche der Streifen komplementär abgedeckt sein. Das erreicht man bei der Aufnahme durch Abdeckmasken vor der Kamera. Im Beispiel wäre bei der Aufnahme des Gewitters eine Maske für den unteren Bereich und für den Studiodialog eine Maske im oberen Bereich des jeweiligen Filmstreifens genutzt worden (Im fertigen Bild ist das Gewitter oben, der Dialog unten zu sehen). 
Anders als bei einem optischen Printer werden beim Bipack-Verfahren keine Linsen oder sonstige optischen Hilfsmittel benutzt; die Filmstreifen liegen plan aufeinander (Kontaktkopie).

## Farbfilm
Das Bipack-Verfahren (Two–Strip) wurde vor der Entwicklung eines hinreichend ausgereiften Monopack–Verfahrens als Aufnahmetechnik für Kino-Zweifarbenfilm genutzt. Hierbei werden zwei unterschiedlich sensibilisierte Filmstreifen von  Schwarzweißfilm, wobei der eine für Blau-Grün, aber nicht für Rot, der andere Streifen hingegen nur für Rot-Orange (orthochromatisch) empfindlich ist, gemeinsam belichtet. Nach der Entwicklung werden die unterschiedlichen Farbauszüge auf den so entstandenen Filmstreifen sichtbar. Erst durch die gemeinsame Projektion der beiden übereinandergelegten Filme entsteht der gewünschte Farbeindruck.